# جورج كيلي
جورج كيلي (بالإنجليزية: George Kelly)‏ (و. 1887 – 1974 م) هو كاتب سيناريو، ومخرج مسرحي، وكاتب مسرحي، وممثل، وممثل مسرحي، وكاتِب، من الولايات المتحدة الأمريكية، ولد في فيلادلفيا، بنسيلفانيا، توفي عن عمر يناهز 87 عاماً.

## جوائز
حصل على جوائز منها:
- جائزة بوليتزر عن فئة الدراما.

## وصلات خارجية
- جورج كيلي على موقع IMDb (الإنجليزية)
- جورج كيلي على موقع الموسوعة البريطانية (الإنجليزية)
- جورج كيلي على موقع أول موفي (الإنجليزية)
- جورج كيلي على موقع قاعدة بيانات برودواي على الإنترنت (الإنجليزية)
- جورج كيلي على موقع إن إن دي بي (الإنجليزية)
- جورج كيلي على موقع قاعدة بيانات الفيلم (الإنجليزية)